# Syneches bigoti
Syneches bigoti är en tvåvingeart som beskrevs av Mario Bezzi 1904. Syneches bigoti ingår i släktet Syneches och familjen puckeldansflugor. Inga underarter finns listade i Catalogue of Life.